# مرد بازو طلایی
مرد بازو طلایی (انگلیسی: The Man with the Golden Arm) فیلمی به کارگردانی اتو پرمینجر است که در سال ۱۹۵۵ منتشر شد. از بازیگران آن می‌توان به فرانک سیناترا، النور پارکر، کیم نواک، رابرت استاروس و ویل رایت اشاره کرد.